# Morceaux de fantaisie (Rachmaninow)

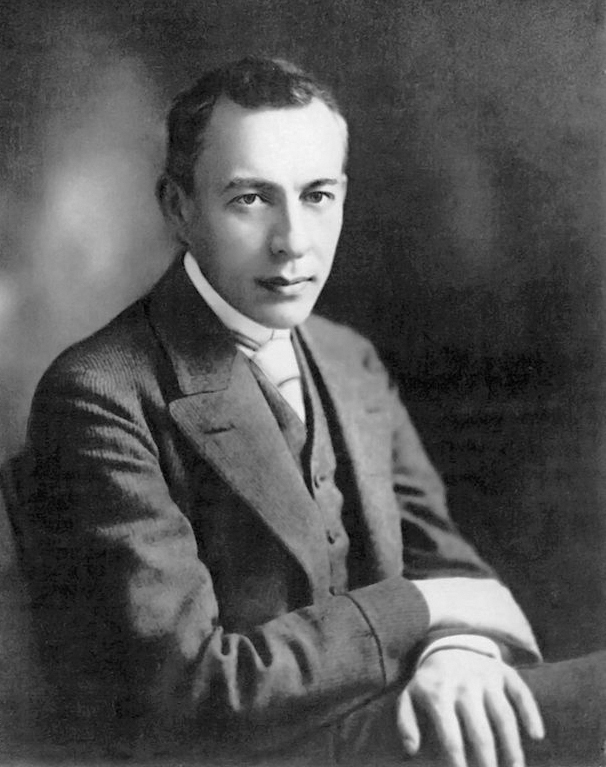
Der junge Rachmaninow 1901

Die Morceaux de fantaisie (dt. Fantasiestücke) op. 3 sind eine Sammlung von fünf 1892 komponierten Solostücken für Klavier von Sergei Rachmaninow. Er widmete sie Anton Arensky, seinem Lehrer am Moskauer Konservatorium, der für seine prägnanten lyrische Miniaturen bekannt war.
Das frühe Werk lässt in Tonsprache und dem originellen Klaviersatz seinen Personalstil deutlich erkennen – eine charakteristisch-melancholische Klangsprache mit dramatischen Akzenten und dynamischen Steigerungen sowie den geschickten Umgang mit den technischen Möglichkeiten des Klaviers.
Die schwermütige Elegie, vor allem aber das berühmte cis-Moll-Prélude gehören zum Standardrepertoire vieler Pianisten.

## Inhalt

### Nr. 1 – Elegie

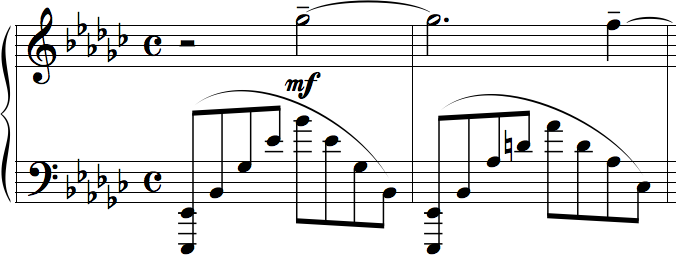
Der dritte und vierte Takt der Elegie

Die meditative, an ein Nocturne von Chopin erinnernde Elegie in es-Moll (Moderato, 4/4) überrascht mit einer vom tiefen Contra-Es bis b’ weit ausladenden Achtel-Begleitfigur, die einen düster-wehmütigen Klangraum eröffnet, in den die schlichte Melodie eintritt und langsam nach unten sinkt. Im Mittelteil (Piu vivo) kehrt Rachmaninow das Bewegungsverhältnis um: Die Rechte spielt eine nervöse Begleitfigur, die Linke eine einfache Melodie, bis es zu Abwechselungen der Funktionen und einer strahlenden Crescendo-Episode kommt, die in A-Dur mündet. In der Reprise wird die Melodie durch eine Sexte verstärkt.

### Nr. 2 – Prélude

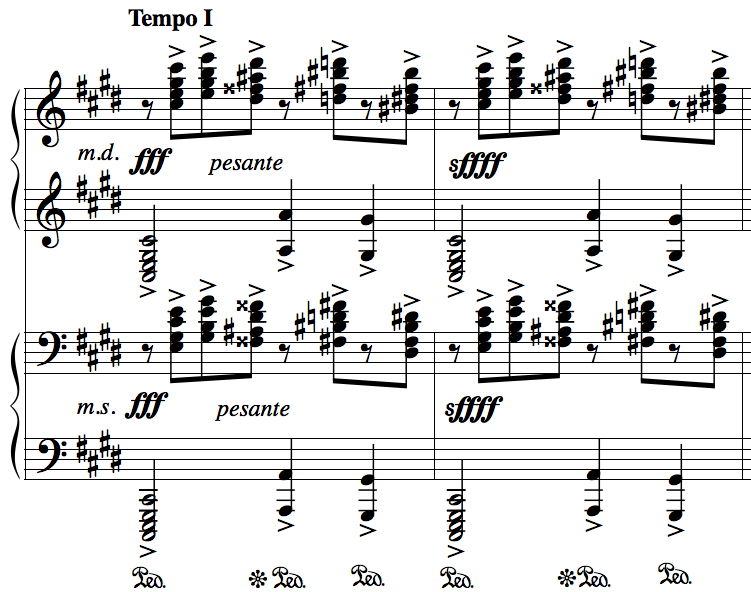
Wiederkehr des Themas in wuchtigen Oktaven und Akkorden

Das Prélude (Lento, 4/4) ist das berühmteste Werk seines gesamten Schaffens. Mit seinem russischen Glockentimbre, dem schicksalsträchtigen Pochen des markant abfallenden, monomanisch sich wiederholenden Dreitonmotivs, der dramatischen Steigerung des Ausdrucks durch den erregten Triolensturm des Mittelteils, der in eine toccataartig niederfallende Kaskade mündet, sowie der gewaltigen akkordischen Vervielfachung des Motivs bis forte fortefortissimo über vier Notensysteme im Schlussteil – mit all diesen geschickt arrangierten Mitteln zeugt es von seinem Gespür für neuartige, aber auch effektvoll-expressive Klangwirkungen. Diese machten ihn zu einem der letzten Romantiker einer Epoche, welche die Romantik in den musikalisch fortgeschritteneren Werken hinter sich gelassen hatte, so dass er später in strenger Opposition zur Avantgarde um Arnold Schönberg und seiner Schule stehen sollte.
Folgerichtig polemisierte Theodor W. Adorno gegen das Prélude wie gegen das Gesamtwerk des Komponisten und suchte es ideologiekritisch zu deuten. Es sei ein oberflächliches Bravourstück, mit dem Dilettanten Kraft und Virtuosität vortäuschen könnten. Das Werk halte einen „Kindertriumph für infantile Erwachsene“ fest. Es klinge ungeheuer schwierig, sei aber tröstlich leicht, so dass ein spielendes Kind spüre, dass die kolossale Stelle nicht fehlgehen könne.

### Nr. 3 – Melodie
Mit der an dritter Stelle stehenden Melodie in E-Dur (Adagio sostenuto, 4/4) demonstriert der Komponist seine Vorliebe, eine Kantilene mit stellenweise wuchtiger Akkordbegleitung in den Tenor zu legen oder oktaviert auf beide Hände zu übertragen. Das mit seiner Vorhaltsexpressivität stellenweise an sentimentale Salonmusik der Jahrhundertwende erinnernde Werk scheint an manchen Stellen der gehobenen Unterhaltungsmusik entlehnt.

### Nr. 4 – Polichinelle
Die Polichinelle in fis-Moll (Allegro vivace, 4/4), ein bewegtes, kräftiges und dramatisch gut strukturiertes Stück, lässt die parfümierte Salonatmosphäre hinter sich. Der Titel bezieht sich auf die Pulcinella der Commedia dell’arte. Das dreiteilige Gebilde beginnt mit einem wilden Abschnitt, der die bizarre Erscheinung eines Zwerges ausmalt und an Mussorgskis Porträt eines Gnoms aus den Bildern einer Ausstellung erinnert. Ein betont einfaches Motiv wird von banalem Schellengeklingel gebrochener Akkorde, brillanten Läufen und wuchtigen, rastlos rhythmisierten Akkordschlägen umspielt, bis eine sehnsüchtige Melodie, der Mittelteil des Werks, das aufgeregte Gepolter wie ein kurzer Hoffnungsschimmer unterbricht. Die von beiden Händen unisono gespielte Kantilene wird von wirkungsvollen Akkordbrechungen begleitet, bis der Schlussteil die wilden Passagen des Anfangs aufgreift und die Hoffnung des missgestalteten Wesens mit zwei Schlägen abrupt zerstört.

### Nr. 5 – Serenade
Die Sammlung endet mit einer kurzen Serenade in b-Moll (Sostenuto, 3/8), ein zögernder, an einen Walzer erinnernder Tanz, der zu schweben scheint und sich dem harmonischen Grundton verweigert.

## Hintergrund und Rezeption
Der Einfluss von Liszt und Chopin ist in vielen Werken des Komponisten spürbar, während sein Klaviersatz meist üppiger als der seiner einflussreichen Vorbilder ist. Mit den massigen, mitunter überladenen Akkorden konnte er je nach dynamischer und agogischer Verwendung dramatische Effekte erzielen, ohne den traditionellen Rahmen der diatonischen Tonalität zu verlassen. Rachmaninow, der nicht als Neuerer gelten wollte, hat als vom Klavier aus komponierender Pianist die Möglichkeiten seines Instruments ausgeschöpft und dabei einen leicht wiederzuerkennenden persönlichen Stil entwickelt, eine Klangsprache, die vor allem in den Vereinigten Staaten sehr einflussreich war.
Viele seiner Werke tragen einen Zug von Fatalismus, der im Gegensatz zu dem Tschaikowskis weniger tragisch, als resignativ und elegisch ist. So wurde kritisiert, dass sein klangvolles Aufbäumen gegen das Schicksal rhetorisch-äußerlich und kein wirklicher Ausdruck von Leidenschaft sei und der Weltschmerz ein wenig zu elegant und raffiniert wirke. Für Adorno gibt gerade das affirmative Moment der Tonalität dem Amateur die Möglichkeit, sich mit kräftiger Geste in der Schlusskadenz zu beweisen. Das Prélude erlaube dem Größenwahn, sich auszutoben, und der Anfänger schwinge sich in einem verwegenen Tagtraum der Musik zum Weltbeherrscher auf, dessen Triumph noch größer sei, wenn er das Stück im halb abgedunkelten Saal spiele.
Rachmaninow spielte diese Werke bis zu seinem Lebensende. Alle 5 Stücke nahm er für Ampico Klavierrollen in den Jahren 1919, 1923 (Serenade) bzw. 1928 (Elegie) auf; außerdem für Schellack-Platte (RCA Victor) dreimal das Prélude (1919, 1921, 1928), zweimal die Serenade (1922 und 1936), 1923 die Polichinelle und 1940 die Melodie. Von der Melodie und der Serenade erschien 1940 eine im Satz überarbeitete Version im Druck, die Melodie stärker überarbeitet als die Serenade. In seiner 1923er Rollenaufnahme der Serenade finden sich bereits Elemente dieser Überarbeitung, aber auch Abänderungen der Originalfassung, die in der 1940er Druckversion nochmals anders gelöst sind. Die Melodie ist in der Rollenaufnahme dagegen weitgehend die Originalfassung von 1893. Die elektrischen Aufnahmen von 1936 bzw. 1940 entsprechen weitgehend der Druckfassung von 1940.